# Euphonia plumbea
Euphonia plumbea е вид птица от семейство Чинкови (Fringillidae).

## Разпространение
Видът е разпространен в Бразилия, Венецуела, Гвиана, Колумбия, Перу, Суринам и Френска Гвиана.